# オスマン古典音楽

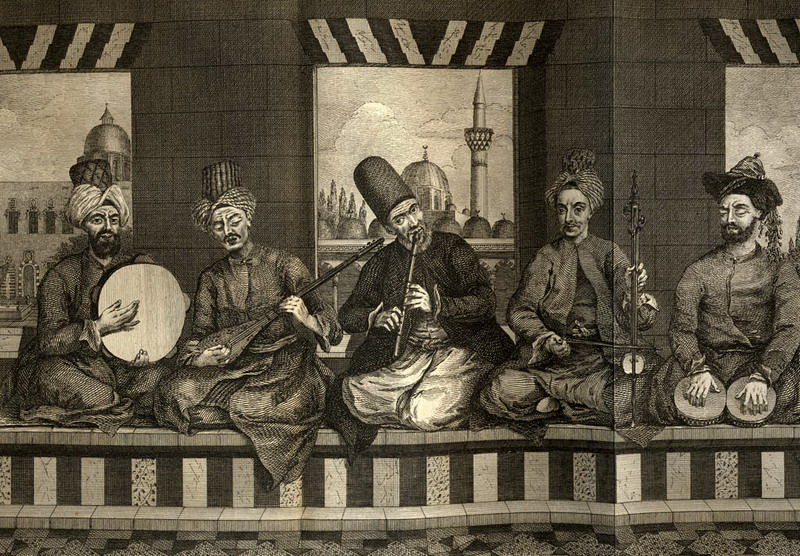
オスマン帝国領アレッポの楽団（18世紀）

オスマン古典音楽（オスマンこてんおんがく）は、オスマン帝国時代からの伝統をもつ、トルコの伝統的芸術音楽のことであり、トルコではトルコ古典音楽（Klasik Türk Musikisi,Türk Klâsik Müziği）と呼ばれる。
他の西アジアの伝統的古典芸術音楽と比較すると、オスマン古典音楽は楽曲についてマカーム（西アジア音楽の旋法）が規制する部分が弱く、即興と自由を重んじることが特徴であると言われる。
オスマン古典音楽はアラブ音楽と同じ西アジア古典音楽の伝統を受け継ぎ、アラブ音楽と同じように、古い時代のアラブやペルシアの音楽に加えてインドやギリシャの音楽の影響も取り込んだものである。使われる楽器も、ヨーロッパのリュートのもとになったウード ud、ツィターのもとになったカーヌーン Kanun、葦笛のネイ Ney など、アラブ古典音楽と共通する。
なお、それ以外の代表的な楽器には以下があげられる。
- タンブール Tanbur （弦楽器。ロング・ネック・リュート）
- ケマン Keman （バイオリン）
- ケメンチェ Kemençe （小型のケマン。膝の上に立てて左手の爪で演奏する）
- レバブ Rebab （胡弓に似た弓奏楽器）
- サントゥール Santur  （台形の木箱の上に金属線を張り、ハンマーで打って演奏する楽器）
- クデュム Kudüm （[二つ一組の小型の太鼓で、撥で叩いて演奏する打楽器）
- デフ Def （タンバリンに似た打楽器）

アラブ音楽・ペルシア音楽の伝統がオスマン古典音楽としてトルコに根付く過程で、13世紀に現在のアフガニスタンで生まれたペルシア系のスーフィー詩人、ジャラール・ウッディーン・ルーミーがアナトリア（現在のトルコ）のコンヤで開いたメヴレヴィー教団が果たした役割は大変大きい。メヴレヴィー教団は音楽と、音楽にあわせた舞踏によって忘我の境地に至り、スーフィーの目標である神との合一をはかろうとする神秘主義教団であることから音楽との結びつきが強く、歴史的には多くのオスマン古典音楽の作曲家、演奏家はメヴレヴィー教団に所属していた。
オスマン帝国は長らく西欧と密接な接触をしていたにもかかわらず、いくつかの根付かなかった試みを除いて、20世紀に入るまで古典音楽は楽譜によって採譜されることはなかった。これは、音楽家たちが、楽曲を師匠から弟子へと稽古により伝授され、記憶されることによってのみ伝えられるものと考えており、記憶している楽曲の多さが音楽家のステータスとなることさえあったためである。そのため、オスマン古典音楽は500年以上の伝統をもつにもかかわらず、現在聞くことができる音楽の多くはかなり新しい時代に作曲されたものである。
日本ではあまりオスマン古典音楽が聴くことはできないが、サントゥーリー・エトヘム・エフェンディ Santurî Ethem Efendi （1855年 - 1926年）作曲のシェフナーズ・ロンガ Şehnaz Longa と呼ばれる楽曲が、女子十二楽坊により「自由」という曲名で演奏され、テレビCMで流されたことがあった。

## オスマン古典音楽の作曲家
- ガーズィー・ギライ Gazi Giray（16世紀末）
クリミア・ハン国のハン。作品にマーフル・ペスレヴ（Mahur pesrev）など。
- ソラックザーデ Solakzade（17世紀前半）
作品にニーシャーブール・ペスレヴ（Nişâbur pesrev）など。
- ハーフズ・ポスト Hafız Post（1630年 - 1694年）
メフメト4世の宮廷で最高の楽匠と呼ばれた大音楽家。
- ブフーリーザーデ・ムスタファー・ウトリー Buhurizâde Mustafa Itrî（1640年 - 1711/1712年）
ハーフィズ・ポストの弟子で、詩人。千以上の作品を作った多作家だが、現在では四十作が伝えられているのみ。メフメト4世の頃の音楽家（正確には五人のオスマン皇帝に仕えていた）。
- アフメト・チェレビー Ahmed Çelebi（17世紀後半）
作品にセギャーフ・セマーイー（Segah semai）など。
- デルヴィーシュ・ムスタファ Derviş Mustafa（17世紀後半）
作品にニハーヴェンド・ペスレヴ（Nihavend pesrev）など。
- カンテミルオール Kantemiroğlu（1673年 - 1723年）
モルダヴィア公ディミトリエ・カンテミールのトルコ名。公子としてイスタンブール滞在中に数々の曲を作曲。独自の楽譜を考案、自作曲を書き残した。
- シェリフ・チェレビー Şerif Çelebi（18世紀前半）
作品にラースト・ペスレヴ（Rast pesrev）など。
- セリム3世 Sultan III. Selim（1761年 - 1808年）
オスマン帝国の第29代スルタン。古典音楽を数多く作曲し「セリム3世楽派」の祖とみなされた。
- ハマーミーザーデ・イスマイル・デデ・エフェンディ Hamamizade İsmail Dede Efendi（1777/1778年 - 1845/1846年）
古典音楽最高の作曲家で、「デデ・エフェンディ Dede Efendi」として知られる。マフムト2世の宮廷に仕えた。Sultani yegah, Neveser,Saba buselik,Hicaz buselik,Araban kürdiなどのマカームを開発した。
- ハンパルスム・リモンジュヤン Hamparsum Limonicuyan（1768年 - 1839年）
アルメニア人。作曲家として知られている以外に、有名な歌手でもあった。イスタンブール生まれ。アルメニア教会で音楽教育を受け、セリム3世の宮廷で活躍した。セリム3世の求めに応じて1813年から1815年の間の2年間でハンパルスム譜という文字譜を考案した。
- デッラールザーデ・イスマイル・エフェンディ Dellâlzade Ismail Efendi（1797年 - 1869年）
イスマイル・デデの最も著名な弟子で、師につぐ大作曲家。美声で知られ、宮廷声楽家になった。
- タンブーリー・オスマン・ベイ Tanburî Büyük Osman Bey（1816年 - 1885年）
音楽家の家庭に生まれ、8歳から宮廷に仕えた作曲家。
- ルファット・ベイ Rıfat Bey（1820年 - 1888年）
宮廷でムアッジン頭や音楽師範を務めた作曲家。
- ゼキャーイー・デデ・エフェンディ Zekâî Dede（1824年 - 1897年）
オスマン古典音楽最後の大作曲家。イスマイル・デデとデッラールザーデに学び、ムハンマド・アリー朝とイスタンブールの宮廷で活躍した。
- ハジュ・アーリフ・ベイ Hacı Ârif Bey（1831年 - 1884年/1885年）
声楽曲の作曲家としてもっとも有名な音楽家。美声をもって知られ、長く宮廷に仕えた。イスタンブール生まれ。
- シェヴキ・ベイ Şevki Bey（1860年 - 1891年）
美声で知られ、ハジュ・アーリフ・ベイに学び声楽曲を多く残した。
- ハーリド・レミ・アトル Hâlid Lemi Atlı（1869年 - 1945年）
トルコ共和国期まで生き抜き、数多くの声楽曲を残した作曲家。
- タンブーリー・ジェミル・ベイ Tanburî Cemil Bey（1871年 - 1925年（1916年とも））
タンブール演奏者という意味のあだ名をもち、トルコ音楽史上最大の名手と呼ばれる音楽家。